# Eduard Bazardo
Eduard Félix Bazardo (Maracay, Venezuela, 1 de septiembre de 1995), más conocido como Eduard Bazardo, es un jugador profesional venezolano de béisbol que se desempeña en la posición de lanzador en Seattle Mariners, equipo de las Grandes Ligas de Béisbol (MLB).

## Carrera
Bazardo hizo su debut en la MLB con el equipo Boston Red Sox, en el cual jugó dos temporadas (2021-2022), después pasó a Baltimore Orioles (2023), posteriormente a Seattle Mariners, donde lleva jugando dos temporadas.